# Narine Arakelian
Narine Arakelian (Tynda, 13 de mayo de 1979) es una artista feminista interdisciplinaria armenia que trabaja con arte de performance, arte de instalación, npintura, escultura, videoarte y arte ambiental combinando Bellas artes y tecnologías digitales mediante el uso de la inteligencia artificial (IA) diseñada a medida. Crea obras de arte basadas en cuestiones sociales, culturales y políticas que se centran predominantemente en la justicia social y la identidad de género.
Narine Arakelian es miembro de la Unión de Artistas de Rusia.

## Educación y primeros años
Narine Arakelian nació el 13 de mayo de 1979 en Tynda (Siberia) En 2015 se graduó en el Instituto Estatal Surikov (Moscú).
Arakelian ha participado en una serie de muestras y exposiciones de arte internacionales. Desde 2015, sus obras de arte se exhibieron en exposiciones internacionales dentro de la 56.a Bienal de Venecia (2015), 57.a Bienal de Venecia (2017) y 58.a Exposición Internacional de Arte, La Biennale di Venezia (2019), Manifesta XII en Palermo (2018), y tuvo una serie de exposiciones individuales y colectivas en Moscú, Berlín, Miami y Los Ángeles.

## Obras de arte importantes
- La pintura “Estigmas” (2015)[11]
- Performance Art "L'Illusion du Marriage" (2017)[12]
- Performance Art "El amor es ..." (2017)[13]
- El arte escénico "Luna de miel" (2017)[14]
- El videoarte "Principio de desmercantilización" (2017)[13]
- El lienzo "Esperanza" (2018)[15]
- El arte de intervención pública “Ollas y sartenes de hierro fundido” (2019)[16][17]
- El arte ambiental “Faro” (2019)[18]
- El arte escénico "Bloom" (2019)[19]
- El arte de instalación "Iniciación" (2019)[20]
- El video arte "Renacimiento subconsciente" (2019)[21]
- Arte escénico de RA "Love & Hope" - LoveXXL360 (2020)[22]
- Arte escénico de RA "Paradise Apple" - LoveXXL360 (2020)[23]